# Sphaenorhynchus bromelicola
Sphaenorhynchus bromelicola es una especie de anfibio anuro de la familia Hylidae.

## Distribución geográfica
Esta especie es endémica del estado de Bahía en Brasil. Habita en el municipio de Maracás.

## Publicación original
- Bokermann, 1966 : Duas novas especies de 'Sphaenorhynchus' (Amphibia, Hylidae). Revista Brasileira de Biologia, vol. 26, p. 15-21.[6]